# Атюлово
Атюло́во (рос. Атюлово, марій. Пынгельмучаш) — присілок у складі Гірськомарійського району Марій Ел, Росія. Входить до складу Пайгусовського сільського поселення.

## Населення
Населення — 51 особа (2010; 74 у 2002).
Національний склад (станом на 2002 рік):
- марі — 70 %